# Christen Gran Bøgh
Christen Gran Bøgh (Bergen, 11 giugno 1876 – Bergen, 4 settembre 1955) è stato un avvocato norvegese.

## Biografia
Era il figlio dello storico Johan Bøgh (1848–1933), e di sua moglie, Wenche Gran (1852–1916). Era il fratello di Albert Vilhelm Bøgh. Da parte di padre era un pronipote di Lyder Sagen e da parte di madre era un pronipote di Jens Gran, Christen Knagenhjelm Gran e di Gerhard Gran.
Nel 1906 sposò Ragndid Somme Gude (1880-1966), figlia dell'avvocato Ove Hoegh Gude.

### Carriera
Nel 1894 iniziò a studiare medicina, ma dopo cinque semestri, iniziò a studiare legge, laureandosi nel 1902. Nel 1928 organizzò la Mostra Nazionale nella sua città natale. Si sarebbe dedicato alla promozione e il marketing turistico per il resto della sua carriera. Nel 1953 amministrò la prima edizione del Festival Internazionale di Bergen.
Fu anche un critico teatrale prolifico in un certo numero di giornali, così come redattore del Bergens Tidende per alcuni anni nonché un membro del consiglio comunale di Bergen.
Morì il 4 settembre 1955 a Bergen.